# Pool de l'or
Le Pool de l'or (ou Gold Pool), aussi appelé à l'époque Gold Consortium, Gold Club ou Gold Syndicate, est le nom donné à un arrangement multilatéral créé en 1961 par les autorités monétaires de pays occidentaux pour stabiliser le prix de l'or sur le marché londonien et soutenir la convertibilité en or du dollar américain dans le cadre du système de Bretton Woods. Pensé comme provisoire, il dure néanmoins jusqu'à mars 1968.

## Histoire
En octobre 1960, les prix de l'or sur le marché londonien (récemment libéralisé), particulièrement hauts pendant la campagne présidentielle aux États-Unis, préoccupent les banques centrales. Elles commencent à intervenir sur le marché de façon concertée, avant finalement de conclure un accord pour formaliser cette coopération. Les Français ne veulent pas que le FMI soit impliqué, selon eux c'est un simple relai du gouvernement des États-Unis, et l'accord se fait finalement sous l'égide de la Banque des règlements internationaux, entre la Belgique, les États-Unis, la France, l'Italie, les Pays-Bas, la République fédérale d'Allemagne (RFA), le Royaume-Uni et la Suisse. Les banquiers centraux constituent un « pool » d'or commun, d'abord pour en vendre (partir de l'automne 1961) puis en acheter (au début de l'année 1962), tout en s'interdisant de participer unilatéralement au marché. Deux fois par mois, des « Gold experts » des différentes banques centrales se réunissent pour déterminer les opérations à effectuer. Initialement secret, des fuites dans la presse (et notamment Le Courrier de Genève) révèlent rapidement l'existence de cet accord.
| Pays        | Proportion | Montant (en millions de $) |
| ----------- | ---------- | -------------------------- |
| États-Unis  | 50 %       | 135                        |
| RFA         | 11 %       | 30                         |
| Royaume-Uni | 9 %        | 25                         |
| Italie      | 9 %        | 25                         |
| France      | 9 %        | 25                         |
| Suisse      | 4 %        | 10                         |
| Pays-Bas    | 4 %        | 10                         |
| Belgique    | 4 %        | 10                         |

Le Gold Pool permet de stabiliser le prix de l'or. Néanmoins, à partir de 1964, la livre sterling qui était déjà en difficulté depuis 1961, subit de plus en plus d'attaques spéculatives et met en péril la convertibilité du dollar. Malgré l'aide américaine et la coopération des banques centrales via le Gold Pool, les britanniques annoncent en mai 1967 qu'elle va être dévaluée. Dès 1965, parce que Charles de Gaulle conteste la centralité du dollar du système de Bretton Woods, la Banque de France convertit ses avoirs en dollar en or mais, contrairement à ce qui a parfois été avancé, il semble que ça n'ai eu qu'un effet marginal sur les difficultés du dollar. En revanche, les difficultés de la livre minent la crédibilité du dollar, tout comme la forte inflation aux États-Unis et le déficit du gouvernement. La pression sur le dollar s'accentue à partir de décembre 1967 et, en mars 1968, le Gold Pool est dissous après qu'il a accumulé des pertes importantes.
Cet épisode montre la réussite d'une coopération de banques centrales, ici en vue de protéger le taux de change. Toutefois, il montre que cette coopération a des limites quand elle ne s'accompagne pas d'une coordination des politiques monétaires.